# ألبلاسردام
ألبلاسردام Alblasserdam  هي مدينة وبلدية غرب هولندا، في مقاطعة جنوب هولندا.

## طوبوغرافيا
خريطة طوبوغرافية هولندية لبلدية ألبلاسردام، سبتمبر 2014، (تقرأ بعد ثلاث نقرات على الخريطة).

## أعلام
- كورنيليس فان إيسترن